# XXXVI edició dels Premis Ariel
La XXXVI edició dels Premis Ariel, organitzada per l'Acadèmia Mexicana d'Arts i Ciències Cinematogràfiques (AMACC), es va celebrar el 6 de juny de 1994 a Ciutat de Mèxic per celebrar el millor del cinema durant l'any anterior. Durant la cerimònia, l’AMACC va lliurar el premi Ariel a 26 categories en honor de les pel·lícules estrenades el 1993.

## Premis i nominacions
Nota: Els guanyadors estan llistats primer i destacats en negreta. ⭐
| Millor pel·lícula - Principio y fin ⭐ - Desiertos mares - La vida conyugal - Novia que te vea | Millor direcció - José Luis García Agraz – Desiertos mares ⭐ - Francisco Athié – Lolo - Carlos Carrera – La vida conyugal - Felipe Cazals – Kino: la leyenda del padre negro - Guita Schytfer – Novia que te vea                                             |
| Millor actor - Bruno Bichir – Principio y fin ⭐ - Rodolfo de Anda – Kino: la leyenda del padre negro - Alonso Echánove – La vida conyugal - Arturo Ríos – Desiertos mares - Jorge Russek – La última batalla - Roberto Sosa – Lolo                              | Millor actriu - Lucía Muñoz – Principio y fin ⭐ - Socorro Bonilla – La vida conyugal - Julieta Egurrola – Principio y fin - Claudette Maillé – Novia que te vea - Maya Mishalska – Novia que te vea                                                          |
| Millor coactuació masculina - Damián Alcázar – Lolo ⭐ - Pedro Armendáriz – Guerrero Negro - Fernando Balzaretti – Kino: la leyenda del padre negro - Juan Carlos Colombo – Desiertos mares - Alberto Estrella – Principio y fin                                 | Millor coactuació femenina - Angélica Aragón – Novia que te vea ⭐ - Ada Carrasco – Un año perdido - Luisa Huertas – Principio y fin - Verónica Langer – Novia que te vea - Regina Orozco – Dama de noche                                                     |
| Millor actor de repartiment - Luis Felipe Tovar – Principio y fin ⭐ - Demián Bichir – La vida conyugal - Ernesto Gómez Cruz – Vagabunda - Aarón Hernán – Kino: la leyenda del padre negro - Leslie Hoffman – Novia que te vea                                   | Millor actriu de repartiment - Blanca Guerra – Principio y fin ⭐ - Angélica Aragón – Ambar - Lisa Owen – Desiertos mares - Alicia Montoya – Lolo - Mercedes Pascual – Novia que te vea                                                                       |
| Millor argument original - Desiertos mares – José Luis García Agraz ⭐ - Guerrero Negro – Francisco Sánchez i Raúl Araiza - La última batalla – Fernando Galiana - Novia que te vea – Guita Schyfter, Hugo Hiriart i Rosa Nissan - Un año perdido – Gerardo Lara | Millor guió adaptat - Novia que te vea – Hugo Hiriart ⭐ - Desiertos mares – Ignacio Ortíz Cruz i José Luis García Agraz - Guerrero Negro – Francisco Sánchez i Raúl Araiza - La vida conyugal – Carlos Carrera i Ignacio Ortíz Cruz - Lolo – Francisco Athié |
| Millor fotografia - Ambar – Emmanuel Lubezki ⭐ - Desiertos mares – Carlos Marcovich - Kino: la leyenda del padre negro – Ángel Goded - Novia que te vea – Toni Kuhn - Principio y fin – Claudio Rocha                                                           | Millor edició - Principio y fin – Rafael Castanedo ⭐ - Desiertos mares – Manuel Hinojosa i José Luis García Agraz - Kino: la leyenda del padre negro – Carlos Savage - Novia que te vea – Carlos Bolado                                                      |
| Millor escenografia - Ambar – Mónica Chirinos, Guillermo Hulsz, Claudio Pache Contreras, Salvador Parra, i Ana Solares ⭐ - Desiertos mares – Carmen Giménez Cacho - Lolo – Marisa Pecanins - Principio y fin – Myrko Serbolov                                   | Millor banda sonora - Kino: la leyenda del padre negro – Amparo Rubín ⭐ - Dama de noche – José Elorza - Desiertos mares – Alejandro Giacomán i Diego Herrera - Lolo – Juan Cristobal Pérez Grobet - Novia que te vea – Joaquín Gutiérrez Heras               |
| Millor tema musical - "Las Piedras Rodantes" de Un año perdido – Alejandro Lora ⭐ - Kino: la leyenda del padre negro – Amparo Rubín - Principio y fin – Lucía Álvarez - Vagabunda – Nelson Velázquez                                                            | Millor so - Novia que te vea – Salvador de la Fuente ⭐ - Ambar – Nerio Barberis, Salvador de la Fuente, Luis Estrada i Aurora Ojeda Coronado - Kino: la leyenda del padre negro – Oscar Mateos - Lolo – Antonio Diego - Principio y fin – David Baksht       |
| Millor ambientació - Principio y fin – Marisa Pecanins ⭐ - Ambar – Brigitte Broch - Desiertos mares – Carmen Giménez Cacho - Lolo – Marisa Pecanins | Millor vestuari - Novia que te vea – Mariestela Fernández ⭐ - Ambar – Mariestela Fernández - Dama de noche – Cristina Alcaine - Kino: la leyenda del padre negro – Rosario Candela - La vida conyugal – Mara González                                        |
| Millor maquillatge - Ambar – Francisco Franco ⭐ - Guerrero Negro – Teresa Patterson - Lolo – Carlos Sánchez i Eduardo Gómez - Novia que te vea – Gabriela Ovalle                                                                                                | Millors efectes especials - Ambar – Alejandro Vázquez ⭐ - Dama de noche – Jorge Jara - Desiertos mares – Alejandro Vázquez - Kino: la leyenda del padre negro – Miguel Vázquez - Lolo – Alejandro Vázquez                                                    |
| Millor opera prima - Novia que te vea – Guita Schyfter ⭐ - Dama de noche – Eva López-Sánchez - Lolo – Francisco Athié - Un año perdido – Gerardo Lara | Millor curtmetratge de ficció - El héroe – Carlos Carrera ⭐ - Hoy No Circula (Un Día Sin Auto) – Rafael Montero i Víctor Ugalde - Peor es nada – Javier Bourges                                                                                              |
| Millor curtmetratge documental - Recordar es Vivir (1955-1959) – Alfredo Joskowicz ⭐ - Déjalo Ser (1970-1974) – Busi Cortés - No Se Olvida (1965-1969) – Manuel Martínez                                                                                        | Millor llargmetratge documental - La línea – Ernesto Rimoch ⭐ |
| Reconeixement especial - Gilberto Martínez Solanes ⭐ | Ariel d'or - Adalberto Martínez ⭐ - Gregorio Walerstein ⭐ |
| Medalla Salvador Toscano - Gunther Gerzso ⭐ | |